# 민사소송법
민사소송법(民事訴訟法, 영어: civil procedure)은 사법체계의 권리 실현을 위한 재판절차를 규정하는 법으로서, 민사집행법과 더불어 사법적 법률관계에 관한 절차법을 이룬다. 민사소송법은 재산권과 신분권에 관한 분쟁이 생겼을 때 이해관계에 있는 당사자가 법원에 그 분쟁해결을 호소하여 오면 법원이 상대편인 이해관계인 등을 참여시켜서 그 분쟁을 가리는 데 필요한 절차를 규정한 법이다.
민사소송법은 형식적 의의에서는 민사소송법이라고 불리는 법전을 가리키지만, 실질적 의의로는 민사소송제도를 규율하는 법규의 총체를 말한다. 실질적 의미의 민사소송법에는 민사소송을 처리하는 법원의 조직·권한, 소송에 관여하는 자의 능력·자격, 재판이나 강제집행을 하기 위한 요건·절차·효과 따위에 관한 일체의 법규가 포함된다.

## 민사소송
"민사소송"이란 사법상의 권리 또는 법률관계에 대한 다툼을 법원이 국가의 재판권에 의해 법률적·강제적으로 해결·조정하기 위한 일련의 절차를 말한다. 여기서 "사법상의 권리 또는 법률관계에 대한 다툼"이란 민법·상법 등 사법에 의해 규율되는 대등한 주체 사이의 신분상 또는 경제상 생활관계에 관한 다툼을 말한다. 민사소송은 이유 없이 압류하거나 경매하는 것을 허용하지 않으며 국가가 권리와 의무의 귀속을 판정해서 재판을 내리고, 이러한 국가가 내린 재판에 기하지 않고는 집달관을 동원하거나 하여 압류할 수 없다(예외로 재판 없이 압류하여도 좋다고 하는 공정증서를 만든 경우는 다르다). 이와 같이 강한 힘을 가진 재판을 획득하기 위한 절차와 이것을 전제로 하는 압류절차로 민사소송은 대별되고 있는데 전자를 '판결절차'라 하고 후자를 '강제집행절차'라 한다.  재판을 획득하기 위한 절차, 즉 판결절차가 기본이 되는 것이지만 사건의 성질에 따라서 기본은 민사소송법에서 구하면서도 길을 열어 놓고 있는 경우도 있다. 인사관계의 사건이나 행정사건 등이 이것이다.  민사소송은 민사상의 분쟁을 해결하기 위한 소송을 말한다. 검사가 원고인 형사소송과 대립한다. 당사자 일방을 행정청이나 행정주체로 하고 공법이 적용되는 행정소송이나 헌법재판소 등에 의한 헌법소송, 사인이 아닌 국가간의 국제소송과도 구별된다.

## 대체적 분쟁 해결(ADR)
'대체적 분쟁 해결'(ADR)은 법원의 소송 이외의 방식으로 이루어지는 분쟁해결방식을 말한다. 미국에서 ADR이 가장 다양하게 논의가 진행되어왔고, 실제로 다양한 활용이 이루어져 왔다.
ADR이란 형식적으로는 법원의 소송 이외의 방식으로 이루어지는 분쟁해결방식을 말하며, 실질적으로는 법원의 판결 형태가 아니라 화해, 조정, 중재와 같이 제3자의 관여나 직접 당사자간에 교섭과 타협으로 이루어지는 분쟁해결방식을 말한다.
대체적 분쟁 해결은 판결에서 발생하게 되는 감정대립의 문제를 어느 정도 방지할 수 있고, 또한 당사자의 임의 변제를 기대할 수 있기 때문에 집행법상의 문제를 수반하지 않으므로 채권의 종국적 만족이 용이한 장점이 있다.또한 법원의 업무도 크게 경감하여 법원으로 하여금 나머지 소송사건에 진력할 수 있게 해준다. 미연방대법원은 1984년 분쟁의 해결을 위해 다양한 접근책을 제공하는 ADR 프로그램을 제도화하였으며, 오늘날 소송이 제기되는 사건의 5% 이하만이 판사나 배심원이 있는 법정에 이르고, 대부분이 ADR 절차에 의하여 해결된다고 한다.

## 각국별 민사소송법

### 한국
대한민국의 민사소송법의 규정체제를 보면 대체로 재판절차와 강제집행절차의 두 가닥으로 나눠서 규정하고 있다. 재판절차에 관하여는 대한민국의 전국 각지에 있는 각종 법원에 어떠한 기준으로 사건을 고르게, 또는 공평하게 분산시켜서 처리할 것이냐는 문제를 다룬 관할(管轄)과, 민사재판을 받을 당사자는 어떠한 능력을 갖추어야 되는지 등 이러한 점을 다룬 당사자와 재판을 담당할 법원의 조직·자격·구성 따위를 우선 규정한다. 그리고 다음에는 이 재판자와 당사자가 한데 모여서 접전하는 변론(辯論)에 관하여 상세한 규정을 두고, 정상적인 절차를 거쳐서 흔히 끝을 맺게 되는 재판에 관하여 여러모로 규정한다. 이리하여 제1심 절차가 끝나면 다음에는 상소(上訴)에 옮아가게 마련이므로 상소심절차에 관하여 규정한다. 재판절차가 끝나면 패소자(敗訴者)는 그 재판내용에 따라서 승소자(勝訴者)에게 스스로 채무의 내용대로 이행할 것이 요망되지만 그렇게 되지 못할 경우에 대비하여 국가의 힘으로 강제로 집행(執行)하는 절차에 대하여 규정하고 있다. 이처럼 넓게 민사소송법이라고 하면 위에서 본 재판절차와 재판의 내용을 강제집행절차와의 두 가지를 포함한다. 민사소송법에는 보전처분(保全處分)으로서 가압류(假押留)와 가처분(假處分)의 두 제도를 두고 있는데, 이 두 제도를 세밀하게 분석하여 보면 위에서 본 재판절차와 강제집행절차의 두 제도를 준용하고 있다고 볼 수 있다. 재판이 끝난 뒤의 강제집행을 보장하기 위한 제도가 보전처분이지만 그 이론적 분석을 통해 검토해 보면 본래의 민사소송의 부수(附隨)절차에 불과하다. 민사소송의 이념은 분쟁의 해결을 공정하게 하면서 동시에 신속하고 노력과 비용이 되도록 덜 들게 하는 데 있는 것이다. 따라서 민사소송법이 규정한 모든 제도들은 오직 이와 같은 이념을 실현하기 위하여 존재하는 것이라고 말할 수 있다. 만일 이러한 이념과 거리가 먼 제도가 있다면 민사소송법에서 제거되어도 좋다. 그런데 재판을 공정하게 하려면 신속성과 경제성을 해치기 쉽고, 한편으로 신속성과 경제성만을 내세우게 되면 공정성을 그르치기가 쉽다. 그러므로 이처럼 상충되는 두 개의 이념을 우리나라의 실정에 알맞게 조절하여 필요한 제도를 마련할 수밖에 없다. 최근 법운영자(判事)의 일부에서는 우리나라의 민족성과 사회적인 모든 여건에 비추어 볼 때 공정성보다는 신속성과 경제성에 더욱 치중한 제도를 새로이 마련하는 것이 정당하다는 주장이 대두되고 있다. 소송은 모든 것이 다 그렇기는 하지만 분쟁에 대하여 분쟁발생 당시에 시행되었던 법규를 적용하여 결론을 이끌어 내는 데 특징이 있다. 그런데 이 민사분쟁에 대하여 적용할 법규는 추상적인 명제(命題)이기 때문에 천태만상(千態萬象)의 구체적인 실정에 빠짐없이 고르게 알맞은 것이라고 단정하기 어려운 데 문제가 있다. 우리 현실사회에서 일어나는 모든 사건은 하나하나가 개별적인 구체성을 지니고 있다. 거기에 적용하게 될 추상적인 법규는 동일할지언정 적용을 받을 분쟁은 절대로 동일하지가 않다. 이처럼 모든 점에서 동일하지 아니한 민사분쟁사건에 동일한 법령을 적용하여 사건마다 그것에 적절한 판단이 나올 수는 없을 것이다. 이러한 점에서 민사분쟁에 대하여 법령을 적용하지 아니하고, 구체적인 타당성을 고려하여 분쟁을 해결하여 보려는 움직임이 일찍이 생겼다. 이것이 조정(調停) 제도이다. 도시생활에서는 주택난 때문에 토지·건물의 소유자와 그 임차인(賃借人)들과의 사이에 사회문제를 야기할 만큼 여러 가지 어려운 법률문제를 일으키고 있다. 그리하여 민사분쟁 중에서도 특히 토지·건물의 임대차관계에 관하여는 조정제도를 우선 적용하여 적절한 결론을 이끌어내려고 노력한다. 민사분쟁 중에서도 특히 신분권에 관한 분쟁에 있어서는 합리성보다도 윤리성이 강하기 때문에 재판에 의한 해결보다는 조정에 의한 해결이 더욱 바람직하다. 흔히 소송법에는 민사소송법과 형사소송법의 두 가지가 있다고 하지만 이론적으로 따지면 형사소송은 민사소송에서 발전된 한 가지라고 말할 수 있다. 형사분쟁은 적극적 당사자인 검사(檢事)와 소극적 당사자인 피고인과의 대결이고, 형사소송이 노리는 최종적인 목적은 민사소송의 한 이념인 당사자의 공평한 대우에 있다. 무너지기 쉬인 형사 피고인의 지위를 되도록 높게 치켜올려서 국가권력기관인 검사의 지위와 대등하게 하려는 데 있다. 이것에 반하여 민사분쟁 당사자는 애초부터 대등한 것이기 때문에 형사소송에서는 이것을 부러워하고 이것에 접근하여 보려고 갖은 애를 다 쓰고 있다고 보아도 무방할 것이다.

### 미국
미국은 크게 연방 민사소송규칙과 주별 민사소송규칙으로 민사소송법이 이루어져 있다. 연방소송규칙은 미국 연방대법원에서 입법하여 의회의 반대가 없으면 그대로 시행된다. 그밖에 민사소송관련 연방법률과 하위법등이 적용된다. 미국법상 민사소송은 원고가 피고의 처벌이 아닌 금전적 배상이나 형평적인 구제(equitable relief)를 목적으로 소송을 제기하며 연방법원과 주법원간 분업체계로 관할권이 나눠있다. 연방법원은 법에 명시되어 있는 사항만 재판할 수 있도록 관할권이 의도적으로 제한되어 있고 역사적으로 법원 자체적으로 권한을 제한하여 왔다. 연방법원이 하지 않는 비 명시사항은 모두 주법원에서 재판하는 것이 가능하도록 되어있다. 오직 연방법원에서 관할하는 사항은 특허소송, 반독점 소송 등이 있다.

#### 한국과 차이점
한국법원은 몇 주에 한 번씩 재판을 열어가며 상당기간 심리를 진행한 후 결론을 내나 미국은 보통 1년씩 걸리는 디스커버리절차가 모두 끝나는 시점에 열려 며칠에서 몇 주간 쉬지 않고 매일 재판을 열어 결론을 내린다.

## 참고자료
- 고시계기획위원,《학설과판례민사소송법》, 고시계사, 2007. ISBN 9788958221838
- 법률저널편집부, 《개념정리시리즈민사소송법》, 법률저널, 2006. ISBN 8991850367
- 서철원, 《미국 민사소송법》, 법원사, 2005. ISBN 899151202X
- 조상희, 《법학전문대학원 민사소송법 기본강의》. 한국학술정보(주), 2009. ISBN 9788953423077
- 정동균, 《민사소송법 (제2판)》, 법문사, 2007. ISBN 9788918017280
- 전병서, 《판례민사소송법》, 법문사,2007. ISBN 8918017297 {{isbn}}의 변수 오류: 유효하지 않은 ISBN.
- 김용진, 《민사소송법 (제4판)》, 신영사, 2006. ISBN 8955011598

## 같이 보기
- 형사소송법
- 민사소송의 목적